# Santuario de Nuestra Señora de Dorleta
El santuario de Nuestra Señora de Dorleta está ubicado en la población guipuzcoana de Salinas de Léniz, en el País Vasco en  España cerca del puerto de Arlabán de 617 metros de altitud. Está considerada como la patrona de los ciclistas en España.

## Otros santuarios dedicados al ciclismo
Este santuario tiene otros equivalentes:
- En Canarias: Virgen de la Cuevita, Patrona de los Ciclistas situada en Artenara, Gran Canaria,
- En Italia: la capilla Madonna del Ghisallo situado cerca del lago de Côme en la cumbre del cuello de ghisallo (754 m),
- En Francia: la capilla Notre-Dame des Cyclistes situada a Labastide d'Armagnac cerca de Monte De Marsan.